# Elasticidad de sustitución
La Elasticidad de sustitución es la elasticidad de la relación de dos argumentos de una función de producción (o utilidad) con respecto a la relación de sus productos marginales (o utilidades). Mide la curvatura de una isocuanta y, por tanto, la posibilidad de sustitución entre factores (o bienes), es decir, qué tan fácil es sustituir un factor (o bien) por el otro.

## Definición matemática
Sea {\displaystyle U(c_{1},c_{2})} la utilidad que el consumo genera. Entonces, la elasticidad de sustitución viene dada por:
{\displaystyle E_{21}={\frac {d\ln(c_{2}/c_{1})}{d\ln(TMS_{12})}}={\frac {d\ln(c_{2}/c_{1})}{d\ln(U_{c_{1}}/U_{c_{2}})}}={\frac {\frac {d(c_{2}/c_{1})}{c_{2}/c_{1}}}{\frac {d(U_{c_{1}}/U_{c_{2}})}{U_{c_{1}}/U_{c_{2}}}}}={\frac {\frac {d(c_{2}/c_{1})}{c_{2}/c_{1}}}{\frac {d(p_{1}/p_{2})}{p_{1}/p_{2}}}}}
donde (TMS) es la tasa marginal de sustitución. La última igualdad presenta {\displaystyle TSM_{12}=p_{1}/p_{2}}  que es una relación de las condiciones de primer orden para un problema de maximización de la utilidad de los consumidores. Intuitivamente estamos viendo cómo las decisiones relativas del consumidor sobre artículos de consumo cambian a medida que cambian los precios relativos.
Tenga en cuenta también que {\displaystyle E_{21}=E_{12}}:
{\displaystyle E_{21}={\frac {d\ln(c_{2}/c_{1})}{d\ln(U_{c_{1}}/U_{c_{2}})}}={\frac {d\left(-\ln(c_{1}/c_{2})\right)}{d\left(-\ln(U_{c_{2}}/U_{c_{1}})\right)}}={\frac {d\ln(c_{1}/c_{2})}{d\ln(U_{c_{2}}/U_{c_{1}})}}=E_{12}}
Una caracterización equivalente de la elasticidad de sustitución es:
{\displaystyle E_{21}={\frac {d\ln(c_{2}/c_{1})}{d\ln(MRS_{12})}}=-{\frac {d\ln(c_{2}/c_{1})}{d\ln(MRS_{21})}}=-{\frac {d\ln(c_{2}/c_{1})}{d\ln(U_{c_{2}}/U_{c_{1}})}}=-{\frac {\frac {d(c_{2}/c_{1})}{c_{2}/c_{1}}}{\frac {d(U_{c_{2}}/U_{c_{1}})}{U_{c_{2}}/U_{c_{1}}}}}=-{\frac {\frac {d(c_{2}/c_{1})}{c_{2}/c_{1}}}{\frac {d(p_{2}/p_{1})}{p_{2}/p_{1}}}}}

En los modelos de tiempo discreto, la elasticidad de sustitución del consumo entre períodos {\displaystyle t} y {\displaystyle t+1} se conoce como elasticidad de sustitución intertemporal.
Del mismo modo, si la función de producción es {\displaystyle f(x_{1},x_{2})} entonces la elasticidad de sustitución es:
{\displaystyle \sigma _{21}={\frac {d\ln(x_{2}/x_{1})}{d\ln MRTS_{12}}}={\frac {d\ln(x_{2}/x_{1})}{d\ln({\frac {df}{dx_{1}}}/{\frac {df}{dx_{2}}})}}={\frac {\frac {d(x_{2}/x_{1})}{x_{2}/x_{1}}}{\frac {d({\frac {df}{dx_{1}}}/{\frac {df}{dx_{2}}})}{{\frac {df}{dx_{1}}}/{\frac {df}{dx_{2}}}}}}=-{\frac {\frac {d(x_{2}/x_{1})}{x_{2}/x_{1}}}{\frac {d({\frac {df}{dx_{2}}}/{\frac {df}{dx_{1}}})}{{\frac {df}{dx_{2}}}/{\frac {df}{dx_{1}}}}}}}
donde {\displaystyle TMST} es la tasa marginal de sustitución técnica .
La inversa de la elasticidad de sustitución es la elasticidad de la complementaria.

## Ejemplo
Considere la función de producción Cobb-Douglas {\displaystyle f(x_{1},x_{2})=x_{1}^{a}x_{2}^{1-a}}.
La tasa marginal de sustitución técnica es
{\displaystyle MRTS_{12}={\frac {a}{1-a}}{\frac {x_{2}}{x_{1}}}}
Es conveniente cambiar las anotaciones y denotar
{\displaystyle {\frac {a}{1-a}}{\frac {x_{2}}{x_{1}}}=\theta }
Reescribiendo esto, obtenemos
{\displaystyle {\frac {x_{2}}{x_{1}}}={\frac {1-a}{a}}\theta }
Entonces, la elasticidad de sustitución es:
{\displaystyle \sigma _{21}={\frac {d\ln({\frac {x_{2}}{x_{1}}})}{d\ln MRTS_{12}}}={\frac {d\ln({\frac {x_{2}}{x_{1}}})}{d\ln({\frac {a}{1-a}}{\frac {x_{2}}{x_{1}}})}}={\frac {d\ln({\frac {1-a}{a}}\theta )}{d\ln(\theta )}}={\frac {d{\frac {1-a}{a}}\theta }{d\theta }}{\frac {\theta }{{\frac {1-a}{a}}\theta }}=1}

## Interpretación económica
Dada una asignación/combinación original y una sustitución específica en la asignación/combinación de la original, cuanto mayor sea la magnitud de la elasticidad de sustitución (la tasa marginal de elasticidad de sustitución de la asignación relativa) significa  que es más probablemente que el agente vaya a sustituir. Siempre hay 2 lados en el mercado, aquí estamos hablando del receptor, ya que la elasticidad de preferencia es la del receptor.
La elasticidad de sustitución también rige el gasto relativo a los bienes y factores de producción, y como los cambios mueven los precios relativos. Sea {\displaystyle S_{21}} indicar los gastos de {\displaystyle c_{2}} relativa a que en {\displaystyle c_{1}}. Esto es: 
{\displaystyle S_{21}\equiv {\frac {p_{2}c_{2}}{p_{1}c_{1}}}}
A medida que el precio relativo {\displaystyle p_{2}/p_{1}} cambia, cambios de gastos relativos de acuerdo a:
{\displaystyle {\frac {dS_{21}}{d\left(p_{2}/p_{1}\right)}}={\frac {c_{2}}{c_{1}}}+{\frac {p_{2}}{p_{1}}}\cdot {\frac {d\left(c_{2}/c_{1}\right)}{d\left(p_{2}/p_{1}\right)}}={\frac {c_{2}}{c_{1}}}\left[1+{\frac {d\left(c_{2}/c_{1}\right)}{d\left(p_{2}/p_{1}\right)}}\cdot {\frac {p_{2}/p_{1}}{c_{2}/c_{1}}}\right]={\frac {c_{2}}{c_{1}}}\left(1-E_{21}\right)}
Por lo tanto, si un aumento en el precio relativo de {\displaystyle c_{2}} conduce a un aumento o disminución en el gasto relativo en {\displaystyle c_{2}} depende de si la elasticidad de sustitución es menor o mayor que uno.
Intuitivamente, el efecto directo de un aumento en el precio relativo de los {\displaystyle c_{2}} es aumentar el gasto en {\displaystyle c_{2}}, Ya que una cantidad dada de {\displaystyle c_{2}} es más costoso. Por otro lado, en el supuesto de los bienes en cuestión no son los bienes Giffen , un aumento en el precio relativo de los {\displaystyle c_{2}} conduce a una caída en la demanda relativa de {\displaystyle c_{2}}, De modo que la cantidad de {\displaystyle c_{2}} comprar las caídas, lo que reduce el gasto en {\displaystyle c_{2}}.
Cuál de estos efectos domina depende de la magnitud de la elasticidad de sustitución. Cuando la elasticidad de sustitución es menor que uno, el primer efecto domina: demanda relativa de {\displaystyle c_{2}} caídas, pero proporcionalmente menos que el aumento de su precio relativo, por lo que el gasto relativo aumenta. En este caso, los productos son complementarios brutos .
Por el contrario, cuando la elasticidad de sustitución es mayor que uno, el segundo efecto domina: la reducción de la cantidad relativa excede el aumento del precio relativo, por lo que el gasto relativo en {\displaystyle c_{2}} cae. En este caso, los productos son sustitutivos brutos.
Tenga en cuenta que cuando la elasticidad de sustitución es exactamente una (como en el caso Cobb-Douglas), el gasto en {\displaystyle c_{2}} relativa a {\displaystyle c_{1}} es independiente de los precios relativos.